# Alexandre Nadiradzé
Alexandre Davidovitch Nadiradzé (né le 20 août 1914 à Gori – mort le 3 septembre 1987 à Moscou) est un ingénieur soviétique spécialisé dans la balistique des missiles, considéré comme le père des missiles intercontinentaux à lanceur mobile : le SS-16, SS-20 et le SS-25. Deux fois Héros du travail socialiste (1976, 1982), décoré de l'Ordre de Lénine (1966) et lauréat du prix d'État de l'URSS (1987), membre titulaire de l'Académie des Sciences de l'URSS, il était directeur de l'Institut de génie thermique de Moscou (en). Certains missiles récents comme le RT-2PM2 Topol-M et le RS-24 sont dérivés des recherches de Nadiradzé.

## Ses débuts
Nadiradze a grandi dans une famille d'instituteurs de Tbilissi. D'abord assistant à la modeste faculté de l'air de Géorgie, il publie sa première invention en mai 1934. Diplômé de l'Institut Industriel de Transcaucasie (1936), il pose sa candidature pour l'Institut d'aviation de Moscou. Deux ans plus tard, Nadiradze dirige une équipe de l'Institut central d'aérodynamique (TsAGI) travaillant sur un nouveau type de train d’atterrissage pneumatique. Il est ensuite affecté au développement du Tupolev Tu-2 et des premiers chasseurs à réaction russes. En 1941, il est nommé ingénieur en chef de l'usine 22 « Gorbounov » de l'OKB à Moscou.

## Bombes volantes
En 1945, Nadiradzé est placé à la tête du bureau d’études de la Faculté des armes à réaction de l’Institut de Mécanique de Moscou, dépendant du Commissariat du Peuple au ravitaillement. Il y effectue des recherches sur les fusées à deux étages et les turboréacteurs.
En 1948, par décret du Conseil des ministres de l'URSS, son bureau d'études de l'Institut de Mécanique de Moscou est placé sous l'autorité du Département du Machinisme Agricole (Minselkholmash, code KB-2). Nadiradzé dirige la division des missiles antiaériens non-guidés et des missiles antichars. À partir de 1950, il développe le missile anti-aérien « Stryge. » En 1951, KB-2 est rattaché au ministère de l'Agriculture GSNII-642.
Nadiradzé met à profit l’expérience acquise pour le lancement de la première fusée-sonde au monde, dont le développement a commencé en 1949 sur requête de l'Observatoire Central d'Aérothermie du Service météorologique de l'URSS (Dolgoproudny) pour des mesures en haute atmosphère. En 1951, la première fusée météorologique soviétique R-1D, inspirée du V2 allemand, est lancée.
Le 15 octobre 1951, un décret du gouvernement confie à Nadiradzé le développement d'un missile téléguidé, l'UB-2F « Tchaïka », inspiré du missile allemand Fx 1400 Fritz X. Les tests s'achèvent avec succès et le 1er décembre, le missile UB-2F est mis en service. Fin 1957, le bureau d'étude GSNII-642 de Moscou fusionne avec l'OKB-52 dirigé par Vladimir Tchelomeï.

## Missiles à lanceur mobile
Au début des années 1960, l'équipe d'A. Nadiradze remporte un concours du ministère de la Défense pour un lanceur mobile, et le 6 mars 1966, le ministère de l'Industrie de Défense est chargé de développer des ICBM à propergol solide nommés Temp-20. Du 14 mars 1972 au mois de décembre 1974, le lanceur Temp-20 est testé au cosmodrome de Plessetsk. Enfin le 21 février 1976, deux régiments de missiles Temp-20 sont formés dans la région de Plessetsk.
En 1971, le Bureau d'études Nadiradzé est affecté au développement du programme RSD Pionnier, en 3 versions différentes. Les tests en vol, prometteurs, prennent fin le 9 janvier 1976. Le 11 mars 1976, le système de missiles Pionnier, produit par l'usine de construction mécanique de Votkinsk, est mis en service. Le 19 juillet 1977, le Ministère commande une version améliorée du missile, et le 28 avril 1981 le missile Pionnier UTX est adopté par la Force des missiles stratégiques, mais déjà son déploiement aiguise la crise des euromissiles.
À la suite de la signature du traité sur les forces nucléaires à portée intermédiaire, le 8 décembre 1987, l'Union soviétique s'engage à détruire 728 missiles Pionnier. Du 26 août au 29 décembre 1988, 72 missiles seront tirés des bases de Drovyanaya (en) (Transbaïkalie) et Kalek : tous les lancements se sont déroulés sans incident. Les missiles restants ont été détruits par dynamitage.